# Bradycellus purgatus
Bradycellus purgatus är en skalbaggsart som beskrevs av Thomas Casey. Bradycellus purgatus ingår i släktet Bradycellus och familjen jordlöpare. Inga underarter finns listade i Catalogue of Life.